# 小杉俊二
小杉 俊二（こすぎ しゅんじ、1960年2月17日 - ）は、新日本プロレスに所属していた元プロレスラー。新潟県佐渡郡出身。

## 来歴
新日本プロレスにおける若手（ヤングライオン）の登竜門的大会であるヤングライオン杯の第1回優勝者（準優勝は山田恵一）。
1980年に新日本プロレスに入門。同期は髙田延彦、新倉史祐ら。
1981年1月11日、越谷市体育館大会における保永昇男戦でデビュー。
1988年に腰痛により引退し、引退後は故郷の佐渡島に戻り、酒販店（妻の実家）を経営している。

## 人物
若手時代は、地味であるが技巧派として知られ、カール・ゴッチも高く買っていたと言われる。同期の高田延彦とのシングル戦績はほぼ全勝であり、佐山聡電撃離脱後に、高田がポスト・タイガーマスクとして一躍注目を集めた後に組まれた一試合で敗れただけである。
当初のヘアスタイルはスポーツ刈りであったが、腰痛での欠場から復帰し、ヤングライオン杯参加のタイミングで「ゲン直し」としてスキンヘッドにした。
第一次UWFがスポンサー企業の問題等で経営危機に陥った際、新日との間で対抗戦の話が浮上する。その話の一環として、小杉の技巧を認めたUWF勢と武者修行先を探していた新日の意向が合致して、小杉のUWFへ貸し出しが決定したことがありプロレス誌でも発表されたが、結果的には対抗戦は決裂して実現しなかった。後にUWF崩壊→新日UターンとなってからUWF勢との対戦（前田日明とのタッグ戦）が実現。しかし、前田が寝技に付き合わず蹴りまくってしまったことや、ジュニアではなかったこともあり、高田・山崎一夫との闘いでは前面に出ることができなかった。前田は「手足の短い小杉は寝技で攻めにくい」とキックで攻めた理由をコメントしている。
ヤングライオン杯出場当時、『週刊プロレス』に掲載されていたイラスト入り選手紹介には「得意なこと：じっとしていること（意外と難しい）」と書かれている。
2010年9月26日、ドラディションの佐渡島大会のバトルロイヤルで藤波辰爾から上がれと言われて22年ぶりにリングに上がり、菊タローをボディスラムで叩きつけてフォール勝ちするも、直後に丸め込まれてフォール負けし、数秒の復帰となった。
2019年9月18日、ZERO1佐渡島大会においてリングへ上がり、引退する獣神サンダー・ライガーへ花束を渡した。

## タイトル歴
新日本プロレス
- ヤングライオン杯 優勝（1985年）

プロレス大賞
- 1988年度プロレス大賞 功労賞

## 得意技
- オクラホマ・スタンピード